# Угольский (Серафимовичский район)
Угольский  — хутор в Серафимовичском районе Волгоградской области. 
Входит в состав  Отрожкинского сельского поселения.

## География
На хуторе имеются три улицы: Казачья, Новая и Распопинская.

## Население
| 2010 |
| ---- |
| 86   |